# Ludwigia leptocarpa
Ludwigia leptocarpa är en dunörtsväxtart. Ludwigia leptocarpa ingår i släktet ludwigior, och familjen dunörtsväxter.

## Underarter
Arten delas in i följande underarter:
- L. l. angustissima
- L. l. foliosa
- L. l. leptocarpa

## Bildgalleri

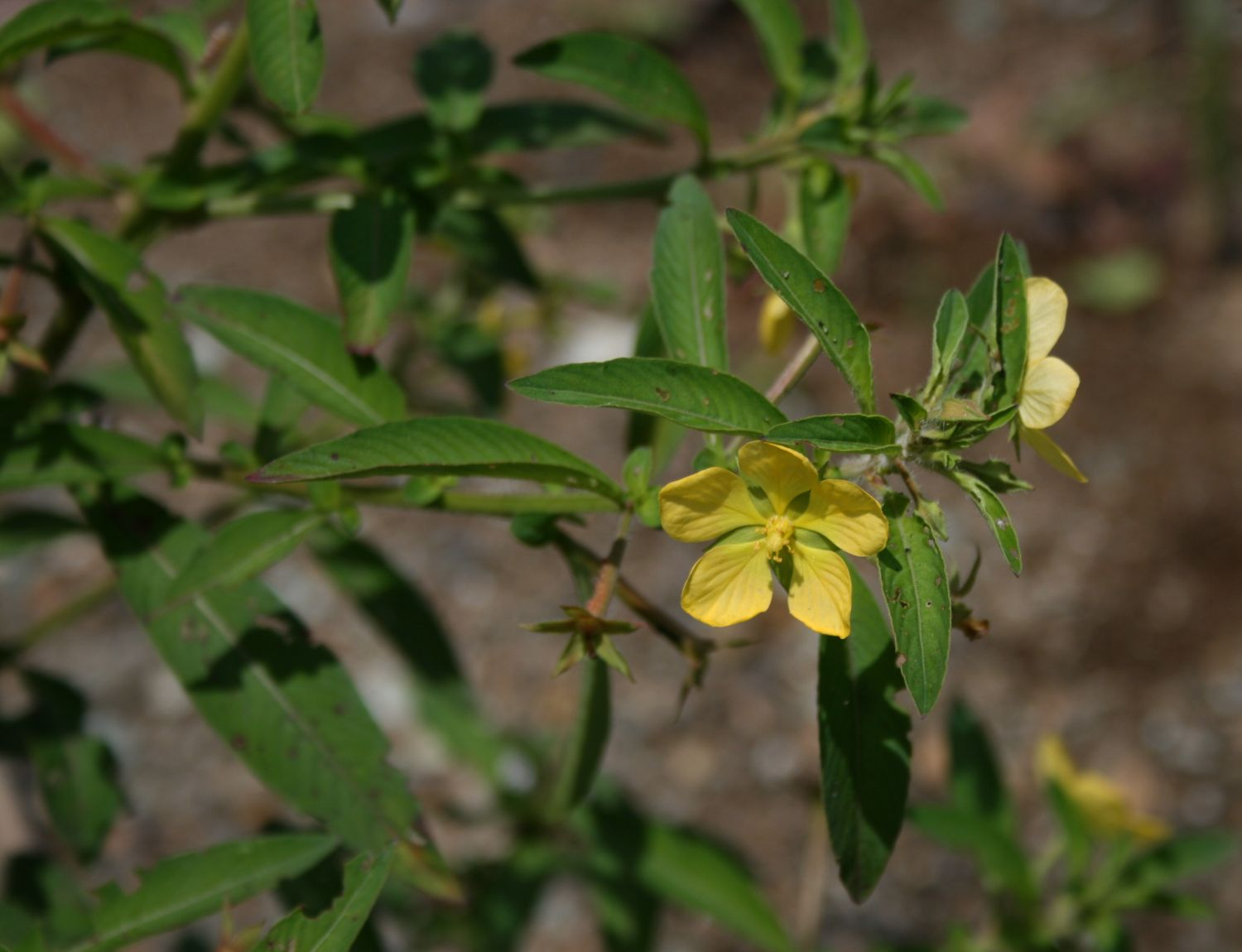